# Diodora italica
Diodora italica is een zeeslakkensoort die behoort tot de familie Fissurellidae. Deze soort komt voor in de Middellandse Zee en de Atlantische Oceaan en leeft op steenachtige bodems tot een waterdiepte van ongeveer 10 meter.

## Kenmerken
De schelp van Diodora italica is 45 millimeter lang en 32 millimeter breed. De kleur is geelgrijs met 8 à 10 paarse vanuit de top uitstralende kleurbanden.